# Hermann Petrich
Herman Petrich (né le 3 mai 1845 à Dobberphul, arrondissement de Cammin-en-Poméranie (de) et mort le 5 février 1933 à Berlin-Halensee) est un surintendant et écrivain allemand.

## Biographie

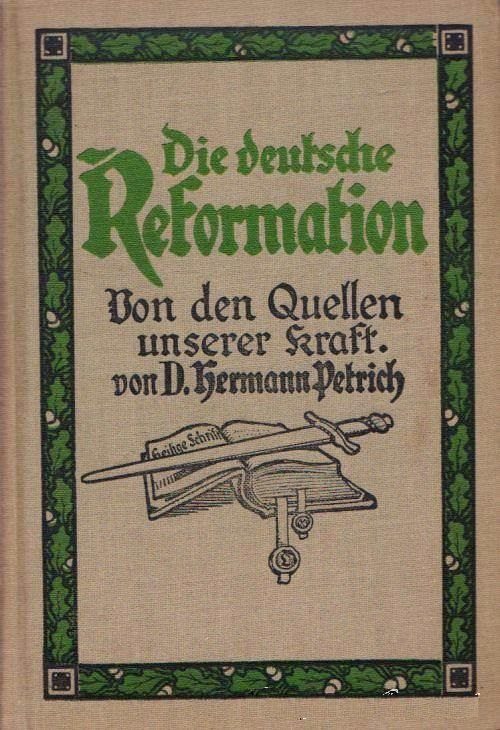
Die deutsche Reformation. Von den Quellen unserer Kraft. Hambourg (Rauhes Hauses) 1916

Hermann Friedrich Martin Petrich est le fils du pasteur Wilhelm Petrich et la fille du prédicateur mecklembourgeois Auguste Krog. Il étudie au lycée de Joachimsthal de Berlin jusqu'à la Prima, puis au lycée de Pyritz jusqu'en 1865. Il étudie la théologie et la philologie à Halle, Leipzig et Berlin.
À partir de 1872, Petrich travaille comme enseignant au lycée de Stargard (de). Il se marie le 8 octobre 1873 à Heydebreck près de Plathe avec Charlotte von Bonin. C'est là qu'il commence à écrire avec des esquisses biographiques et philologiques. À l'automne 1879, Petrich devient archidiacre à Treptow an der Rega. Il y publie la première partie de son œuvre principale, la Pommerschen Lebens- und Landesbilder (Hambourg 1880).
À partir de 1886, Petrich passe à l'écriture religieuse et ecclésiastique et devient l'un des pères spirituels et des dirigeants de la Conférence missionnaire de Poméranie et de Moravie.
En 1886, Petrich devient prédicateur principal à l'église Saint-Étienne de Gartz (de), tout en servant également de surintendant et d'inspecteur scolaire de district. La Faculté de théologie de l'Université de Greifswald décerne à Petrich un doctorat honorifique.
Après la mort de sa femme en 1892, il épouse sa sœur Cecilie von Bonin (morte en 1909) le 1er octobre 1915, il prend sa retraite et s'installe à Berlin-Halensee.

## Œuvres (sélection)
- Ernst Christoph Bindemann (de). Ein Beitrag zur Literatur- und Kulturgeschichte der letzten hundert Jahre, Stargard 1878.
- Drei Kapitel vom romantischen Stil. Ein Beitrag zur Charakteristik der romantischen Schule, ihrer Sprache und Dichtung, mit vorwiegender Rücksicht auf Ludwig Tieck, 1878.
- Pommersche Lebens- und Landesbilder, 2 Bde., Hamburg 1880/1887.
- Bugenhagen-Büchlein, d. i. Lebensgeschichte Johann Bugenhagens, gen. Dr. Pommer, Anklam 1885.
- Pommersches Missionsbuch. Geschichte der Mitarbeit Pommerns am Werke des Heidenbekehrung. Ein Beitrag zur Kenntnis des geistlichen Lebens an der Ostsee, Anklam 1886.
- Hermann Theodor Wangemann (de). Sein Leben und Wirken für Gottes Reich und für das Missionswerk insonderheit, Berlin 1895.
- Von Armin bis Bismarck. Elf deutsche Männer, Hamburg 1897.
- Fürsten und Führer. Elf deutsche Männer, Hamburg 1898.
- Friedrich Schiller. Sein Leben und Dichten, Hamburg 1900.
- Heimat und Fremde. Zwölf deutsche Männer, Altona 1901.
- Johann Hinrich Wichern. Leben und Wirken des Heroldes der Inneren Mission, Hamburg 1908.
- Königin Luise. Ein Bild ihres Lebens. Zu ihrem Gedächtnis dem deutschen Volke gezeichnet, Hamburg 1910.
- Deutsche Frauen. Erzählungen für jung und alt im lieben deutschen Vaterland, Hamburg 1910.
- Pastor Meinhof (de). Aus dem Leben eines Missionszeugen im vorigen Jahrhundert, den Missionsfreunden in diesem Jahrhundert erzählt. Berlin o. J.
- Für Freiheit und Vaterland. Deutsche Männer, deutsche Frauen, deutsche Schlachten vor hundert Jahren, Hamburg 1912.
- 1813. Eine Sammlung von Lebens- und Schlachtenbildern aus den Jahren der Erhebung des deutschen Volkes, Hamburg 1913.
- Paul Gerhardt. Ein Beitrag zur Geschichte des deutschen Geistes, Gütersloh 1914.
- Der deutsche Luther. Lebens- und Seelenbild aus der deutschen Vergangenheit für deutsche Vergangenheit und Zukunft, Hamburg 1917.
- Pommersches Reformationsbuch. 22 Geschichten aus den Tagen unserer Väter vor 400 Jahren. Ein pommersches Heimatbuch, Stettin 1917.
- Alexander Merensky (de). Ein Lebensbild aus der deutschen evangelischen Mission des letzten Jahrhunderts, Berlin 1919.
- Das Lied der Väter. Sonntagsspaziergänge durch unser Gesangbuch, Gütersloh 1924.
- Unser Geistliches Volkslied, Gütersloh 1924.
- Unsere Sekten, Freikirchen und Weltanschauungsgesellschaften. Gemeinverständlich dargestellt und am Evangelium Jesu gemessen, Berlin 1928.
- Adolf und Henriette von Thadden und ihr Trieglaffer Kreis. Bilder aus der Erweckungsbewegung in Pommern, Stettin 1931.